# Залитис, Янис (композитор)
Янис Залитис (латыш. Jānis Zālītis; 12 февраля 1884, Нитаурская волость, Лифляндская губерния — 12 декабря 1943, Рига) — латвийский композитор и музыкальный критик.

## Биография
Вырос в Пиебалге. В 1899 г. перебрался в Ригу, частным образом занимался музыкой под руководством певца Яниса Корнетса, позже — Эмиля Дарзиня, затем окончил Санкт-Петербургскую консерваторию (1914) по классу органа Луи Гомилиуса. В 1919—1922 и 1926—1927 гг. директор Латвийской национальной оперы, пропагандировал современную музыку. На протяжении многих лет музыкальный критик газеты «Jaunākās Ziņas». Автор многочисленных хоровых и вокальных сочинений, в значительной степени созданных под влиянием поэзии символизма.

## Память
В загородном доме в посёлке Лиелупе, где композитор с 1923 года проводил лето, открыта мемориальная комната, в 1985 году установлена мемориальная доска.